# Houssière
Pour les articles homonymes, voir Houssière (homonymie).
L'Houssière, également appelée Oussière, est une rivière française qui coule dans le département de la Nièvre, en région Bourgogne-Franche-Comté, et plus précisément dans le massif du Morvan. C'est un affluent direct de l'Yonne en rive droite, donc un sous-affluent de la Seine.

## Géographie
La longueur de son cours d'eau est de 15,8 km. L'Houssière coule entièrement au sein du parc naturel régional du Morvan.
Elle naît à la limite entre les communes d'Arleuf et de Lavault-de-Frétoy ; elle porte alors le nom de ruisseau de Fromage puis ruisseau de la Rainache ou ruisseau de Griveau après l'étang du même nom. Elle prend le nom d'Houssière vers la chapelle de Faubouloin et de l'éperon barré du Fou de Verdun, lors de sa confluence avec le ruisseau de la Montagne.
Son orientation générale va d'est en ouest. Elle se jette dans l'Yonne (rive droite) à Chaumard, au lieu-dit Ardoux, dans un bras du lac de retenue de Pannecière-Chaumard.

### Communes traversées
L'Houssière n'a qu'une quinzaine de kilomètres de longueur. Elle ne traverse que cinq communes, toutes situées dans le département de la Nièvre au sein du parc naturel régional du Morvan : Arleuf, Lavault-de-Frétoy, Corancy, Planchez, Chaumard.

## Hydrologie
L'Houssière est une rivière très abondante, comme tous les cours d'eau du Morvan.

### L'Houssière à Chaumard
Son débit a été observé sur une période de dix-huit ans (1990-2007), à Chaumard, localité du département de la Nièvre située au niveau de son confluent avec l'Yonne. Le bassin versant de la rivière est de 60 km2.
Le module de la rivière à Chaumard est de 1,47 m3/s.
L'Houssière présente des fluctuations saisonnières de débit très marquées, comme bien souvent dans la partie orientale du massif central, et le Morvan dans le cas présent. Elle présente des hautes eaux d'hiver portant le débit mensuel moyen à un niveau situé entre 2,19 et 2,86 m3/s, de décembre à mars inclus (avec un maximum en janvier), et des basses eaux d'été, de juillet à septembre, avec une baisse du débit moyen mensuel allant jusqu'à 0,327 m3/s au mois d'août. Mais les fluctuations sont bien plus prononcées sur de courtes périodes et aussi selon les années.

### Étiage ou basses eaux
À l'étiage, le VCN3 peut chuter jusque 0,076 m3/s, en cas de période quinquennale sèche, ce qui est assez bas, mais normal en ces régions.

### Crues
Les crues peuvent être assez importantes, compte tenu de l'extrême petitesse du bassin versant de la rivière. Les QIX 2 et QIX 5 valent respectivement 12 et 17 m3/s. Le QIX 10 est de 20 m3/s, le QIX 20 de 23 m3/s. Quant au QIX 50, il n'a pas été calculé faute d'une durée d'observation suffisante.
Le débit instantané maximal enregistré à Chaumard a été de 33,3 m3/s le 20 février 1999, tandis que la valeur journalière maximale était de 26,6 m3/s le même jour. En comparant la première de ces valeurs à l'échelle des QIX exposée plus haut, il ressort que ces crues étaient plus abondantes que cinquantennales, peut-être centennales, voire plus, mais dans tous les cas tout à fait exceptionnelles.

### Lame d'eau et débit spécifique
La lame d'eau écoulée dans le bassin de l'Houssière est de 845 mm annuellement, ce qui est très élevé, même pour la région. C'est bien sûr largement supérieur à l'ensemble du bassin versant de la Seine (240 mm/an) et de l'Yonne (274 mm/an). Le débit spécifique (ou Qsp) atteint 28,7 l s−1 km−2 de bassin.

## Curiosités - Tourisme
- Le lac de Pannecière
- La chapelle de Faubouloin
- L'éperon barré du Fou de Verdun